# Karmageddon
Karmageddon — четвёртый студийный альбом российского и испанского хип-хоп-исполнителя kizaru, выпущенный 16 августа 2019 года на лейблах Haunted Family и Sony.
Единственный сингл с альбома, «Money Long», вышел 6 мая 2019 года и достиг 3 позиции в мировом чарте Genius. На альбоме присутствуют два совместных трека с американскими рэперами Smokepurpp и Black Kray. Альбом был удостоен платиновой сертификации спустя две недели с момента релиза.

## Список треков
| №   | Название                              | Длительность |
| --- | ------------------------------------- | ------------ |
| 1.  | «Дежавю»                              | 2:53         |
| 2.  | «Top Dog»                             | 2:19         |
| 3.  | «Водопад»                             | 2:55         |
| 4.  | «Держу район»                         | 3:45         |
| 5.  | «Все что угодно»                      | 2:22         |
| 6.  | «Money Long»                          | 2:14         |
| 7.  | «Deep End» (совместно со Smokepurpp)  | 4:32         |
| 8.  | «Сим салабим»                         | 3:28         |
| 9.  | «Smooth Operator»                     | 2:17         |
| 10. | «Психопат-лунатик»                    | 2:56         |
| 11. | «Я сделал это»                        | 3:01         |
| 12. | «Еще одна ночь»                       | 2:53         |
| 13. | «Cinderella» (совместно с Black Kray) | 3:38         |
| 14. | «На мне детка»                        | 3:12         |
| 15. | «Исповедь»                            | 3:16         |

## Чарты
| Чарты (2019)         | Высшая позиция |
| -------------------- | -------------- |
| Россия (Apple Music) | 1              |
| GooglePlay           | 3              |

| Чарты (2019)         | Песня    | Высшая позиция |
| -------------------- | -------- | -------------- |
| Россия (Apple Music) | Дежавю   | 4              |
| ВКонтакте            | Дежавю   | 5              |
| ВКонтакте            | Deep End | 20             |

## Сертификации
| Регион | Сертификация |
| ------ | ------------ |
| Россия | платиновый   |